# Kaliska (powiat kartuski)
Kaliska (kaszub. Kalëska) – osada kaszubska w Polsce położona w województwie pomorskim, w powiecie kartuskim, w gminie Kartuzy.
W latach 1975–1998 miejscowość należała administracyjnie do województwa gdańskiego.
W lesie nieopodal wsi znajduje się miejsce pamięci poświęcone 329 mieszkańcom powiatu kartuskiego pomordowanym tu przez Niemców w czasie II wojny światowej.
Wieś stanowi sołectwo gminy Kartuzy.